# Lâm Quang Thơ
Lâm Quang Thơ (1931-1985), nguyên là một tướng lĩnh gốc Kỵ binh của Quân lực Việt Nam Cộng hòa, cấp bậc Thiếu tướng. Ông xuất thân từ những khóa đầu tiên ở trường Võ bị Quốc gia do Chính phủ Quốc gia Việt Nam được sự hỗ trợ của Quân đội Pháp mở ra tại nam Cao nguyên Trung phần. Ra trường ông được chọn về Binh chủng Thiết giáp. Ông đã phục vụ trong ngành chuyên môn của mình một thời gian dài. Sau đó ông được chuyển sang lĩnh vực Quân huấn và Chỉ huy đơn vị Bộ binh.

## Tiểu sử & Binh nghiệp
Ông sinh ngày 8 tháng 2 năm 1931, trong một gia đình điền chủ khá giả tại Vĩnh Trạch, Bạc Liêu, miền tây Nam phần, Việt Nam. Thời niên thiếu, ông học chương trình Tiểu học tại Bạc Liêu. Khi học lên trên, ông học tại trường Trung học Phan Thanh Giản, Cần Thơ. Năm 1949, ông tốt nghiệp Trung học chương trình Pháp với văn bằng Tú tài bán phần (Part I).

### Quân đội Quốc gia Việt Nam
Tháng 9 năm 1950, ông cùng người em kế (Lâm Quang Thi) tình nguyện nhập ngũ vào Quân đội Quốc gia, mang số quân: 51/121.319. Cả hai đều trúng tuyển theo học khóa 3 Trần Hưng Đạo tại trường Võ bị Liên quân Đà Lạt, khai giảng ngày 1 tháng 10 năm 1950. Ngày 1 tháng 7 năm 1951 mãn khóa tốt nghiệp với cấp bậc Thiếu úy hiện dịch. Ra trường, gia nhập vào Binh chủng Kỵ binh, ông được tiếp tục theo học khóa căn bản Thiết giáp tại Trung tâm Huấn luyện Viễn đông của Quân đội Liên hiệp Pháp ở Vũng Tàu. Cuối năm 1952, ông được cử làm Chi đội trưởng trong Trung đoàn Thám thính xa. Đầu năm 1953, ông được thăng cấp Trung úy giữ chức vụ Đại đội phó Đại đội Thám thính.

### Quân đội Việt Nam Cộng hòa
Tháng 4 năm 1955, ông được thăng cấp Đại úy giữ chức vụ Tiểu đoàn trưởng Tiểu đoàn Thám thính. Tháng 9 cùng năm, ông được cử làm Chỉ huy trưởng đầu tiên Trung đoàn 4 Kỵ binh Thiết giáp, đồn trú tại Huế. Một tháng sau đó, từ Quân đội Quốc gia, ông chuyến sang phục vụ cơ cấu mới là Quân đội Việt Nam Cộng hòa. Hai tháng sau, đầu năm 1956, ông được lệnh bàn giao Trung đoàn 4 lại cho Đại úy Huỳnh Ngọc Diệp. Sau đó, ông được thăng cấp Thiếu tá và được chỉ định làm Trung đoàn trưởng Trung đoàn 2 Thiết giáp đồn trú tại Mỹ Tho, thay thế Thiếu tá Trần Thanh Phú.
Đầu năm 1958, được lệnh bàn giao chức vụ Trung đoàn trưởng Trung đoàn 2 lại cho Đại úy Nguyễn Duy Hinh để Bộ chỉ huy Thiết giáp giữ chức vụ Tham mưu trưởng do Trung tá Hoàng Xuân Lãm làm Chỉ huy trưởng. Tháng giêng năm 1959, ông tái nhiệm chỉ huy Trung đoàn 2 thay thế Thiếu tá Nguyễn Duy Hinh được cử đi du học khóa Chỉ huy Tham mưu ở Hoa Kỳ. Đầu năm 1960, ông được kiêm nhiệm chức vụ Tỉnh trưởng tỉnh Định Tường. Giữa năm 1962, ông được lệnh bàn giao chức vụ Tinh trưởng Định Tường lại cho Trung tá Trần Hoàng Quân. Đến đầu năm 1963, bàn giao Trung đoàn 2 Thiết giáp lại cho Thiếu tá Lý Tòng Bá. Đầu năm 1964, ông được cử đi du học lớp Tham mưu cao cấp (khóa 1964 - 1) thụ huấn 16 tuần tại Học viện Chỉ huy và Tham mưu Fort Leavenworth, Kansas, Hoa Kỳ
Giữa tháng 9 năm 1964, ông được thăng cấp Trung tá làm Chiến đoàn trưởng Chiến đoàn 5 chiến xa M.24 ở Sài Gòn thay thế Trung tá Dương Hiếu Nghĩa. Tháng 11 cùng năm, ông được chỉ định kiêm nhiệm Chỉ huy trưởng trường Thiết giáp thay thế Trung tá Nguyễn Văn Toàn. Tháng 12 cuối năm, ông Chỉ huy trưởng cuộc hành quân Hùng Vương 2, tảo thanh vùng Bình Giả thuộc tỉnh Phước Tuy.
Giữa tháng 3 năm 1965, Chiến đoàn 5 đổi tên thành Trung đoàn 5, di chuyển từ Sài Gòn về Long Khánh, ông kiêm nhiệm thêm chức vụ Chỉ huy trưởng Bộ Chỉ huy Thiết giáp được tái lập tại trường Thiết giáp ở Liên trường Võ khoa Thủ Đức. Đến cuối tháng 4, ông nhận lệnh bàn giao chức vụ Chỉ huy trường Thiết giáp lại cho Trung tá Nguyễn Tuấn. Cuối tháng 5, ông được thăng cấp Đại tá. Ba tháng sau, ông bàn giao Trung đoàn 5 lại cho Trung tá Trần Quang Khôi (nguyên Trung đoàn phó). Đầu tháng 9 cùng năm, bàn giao chức vụ Chỉ huy trưởng Thiết giáp tại trại Phù Đổng, Gò Vấp lại cho Trung tá Lương Bùi Tùng, để đi nhận chức vụ Chỉ huy trưởng trường Võ bị Quốc gia Đà Lạt thay thế Chuẩn tướng Nguyễn Văn Kiểm được cử về Trung ương làm Tham mưu trưởng Biệt bộ Tham mưu Phủ Tổng thống.
Tháng 11 năm 1966, ông nhận lệnh bàn giao trường Võ bị Quốc gia lại cho Đại tá Đỗ Ngọc Nhận. Ngay sau đó ông được cử đi làm Chỉ huy trưởng trường Hạ sĩ quan Đồng Đế thay thế Thiếu tướng Nguyễn Văn Là. Đầu năm 1967, ông bàn giao trường Hạ sĩ quan lại cho Đại tá Phạm Văn Liễu. Tháng 4 cùng năm, ông được chỉ định giữ chức vụ Chỉ huy trưởng Trường Bộ binh Thủ Đức thay thế Thiếu tướng Bùi Hữu Nhơn.
Ngày Quân lực 19 tháng 6 năm 1968, ông được thăng cấp Chuẩn tướng tại nhiệm. Đến tháng 8 năm 1969, ông nhận lệnh bàn giao trường Bộ binh Thủ Đức lại cho Thiếu tướng Phạm Quốc Thuần. Cùng ngày, ông được bổ nhiệm vào chức vụ Tư lệnh Sư đoàn 18 Bộ binh thay thế Chuẩn tướng Đỗ Kế Giai.
Ngày 20 tháng 8 năm 1970, ông được thăng cấp Thiếu tướng tại nhiệm. Đến tháng 4 năm 1972, ông nhận lệnh bàn giao Sư đoàn 18 lại cho Đại tá Lê Minh Đảo (nguyên Tỉnh trưởng Định Tường). Sau đó, ông được cử tái nhiệm chức vụ Chỉ huy trưởng trường Võ bị Quốc gia Đà Lạt thay thế bào đệ là Trung tướng Lâm Quang Thi.

## 1975
Ngày 21 tháng 3 năm 1975 di tản khỏi Đà Lạt cùng với toàn thể cơ hữu và khóa sinh của trường Võ bị Đà Lạt di chuyển về trường Bộ binh Thủ Đức tại Long Thành.
Ngày 30 tháng 4, ông cùng gia đình di tản khỏi Việt Nam. Sau đó sang định cư tại Tiểu bang Texas, Hoa Kỳ.
Năm 1985, ông từ trần tại San Francisco, California. Hưởng dương 54 tuổi.

## Huy chương
-Bảo quốc Huân chương đệ tam đẳng
-12 Anh dũng Bội tinh với nhành Dương liễu
-8 Anh dũng Bội tinh với ngôi sao vàng, bạc và đồng
-Huy chương Leadership Medal 2nd class (Hoa Kỳ)
-Huy chương Staff Medal 2nd class (Hoa Kỳ)
-Huy chương United States Air Medal (Hoa Kỳ).

## Gia đình
- Thân phụ: Cụ Lâm Quang Diệu (Luật sư)
- Thân mẫu: Cụ Diệp Thị Hiền (1910-2002)
- Bào đệ: Lâm Quang Thi[16], Lâm Quang Thới[17], Lâm Quang Thân[18]
- Phu nhân: Bà Trương Thị Hui

Ông bà có bốn người con (2 trai, 2 gái):
Lâm Quang Tú, Lâm Bạch Điệp, Lâm Thanh Điệp, Lâm Quang Lữ.